# GFC생명과학
주식회사 GFC생명과학은 대한민국의 화장품 소재 기업이다.
화장품과 식품, 제약 분야에 활용되는 천연 바이오 소재의 연구개발, 효능테스트 등을 수행하며 스킨 마이크로바이옴, 엑소좀, 스킨부스터 등 융복합 소재를 자체 개발 및 생산하는 동시에 제조자개발생산(ODM) 사업도 진행하고 있다.

## 사업
2024년 기준 주요 매출 비중은 소재사업부문 76.0%(스킨 마이크로바이옴 11.6%, 엑소좀 33.6%, 스킨부스터 15.1%, 기타 소재 15.7%), 임상사업부문 24.0%이다.

## 역사
- 2002년 6월: 회사 설립
- 2003년 5월: 주식회사 지에프씨로 사명 변경
- 2025년 6월 30일: 코스닥 시장으로 이전 상장[1][7]